# Guerra de Kurukshetra
La guerra de Kurukshetra, també anomenada Guerra del Mahabharata, és un conflicte armat descrit en l'èpica índia Mahabharata. El conflicte va sorgir d'una lluita de successió dinàstica entre dos grups de cosins, el Kauraves i Pandaves, pel tron de Hastinapura en un regne indi anomenat Kuru. Va implicar un número dels regnes antics que van participar com aliats dels grups rivals.
La ubicació dels combats és descrita com el Kurukshetra a l'estat modern de Haryana. Malgrat referir-se només a un període de a aquests divuit dies, la narrativa forma més d'un quart del llibre, suggerint la seva importància relativa dins de l'èpica, la qual en general s'estén per dècades de guerres familiars. La narrativa descriu batalles individuals i morts de diversos herois d'ambdós costats, formacions militars, diplomàcia de guerra, reunions i discussions entre els personatges i les armes que van utilitzar. Els capítols (parvas) tractant la guerra (capítols sis a deu) són considerats entre el més vells de tot el Mahabharata.
La historicitat de la guerra queda subjecta a discussions erudites. S'han fet alguns intents 
per assignar una data històrica a la guerra de Kurukshetra. La tradició popular considera que la guerra marca la transició al quart període del Kaliyuga (l'època del vici o del dimoni) i així la data el 3102 aC.

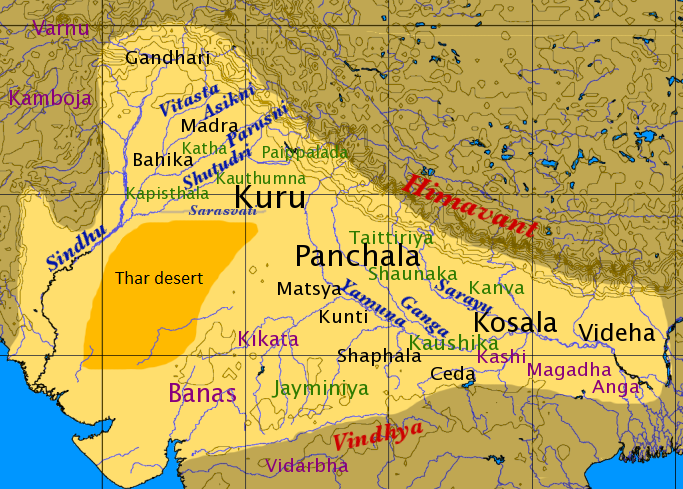
La posició del regnes de Kuru i Pantxala a l'Edat de Ferro a l'Índoa Vèdica